# Saint-Andéol-de-Fourchades
Saint-Andéol-de-Fourchades là một xã ở tỉnh Ardèche, vùng Auvergne-Rhône-Alpes ở đông nam nước Pháp.